# Монастырь иконы Божией Матери «Всецарица»
Монастырь иконы Божией Матери «Всецарица» (Краснодарский Всецарицынский женский монастырь) — ставропигиальный женский монастырь Русской православной церкви в Краснодаре. Единственный в России монастырь, посвященный иконе Божией Матери «Всецарица». Основан игуменией Неониллой и врачом-онкологом, доктором медицинских наук Дудиком Юрием Евгеньевичем рядом с краевым онкологическим центром с целью постоянной молитвенной помощи онкологическим больным.
На территории монастыря расположена Церковь иконы Божией Матери «Всецарица». Подворье монастыря находится в станице Пластуновская Динского района Краснодарского края.

## История
Инициатором постройки храма и создания монастыря на территории, прилегающей к краевому онкологическому диспансеру, явился главный врач этого диспансера на тот момент — Заслуженный врач России, доктор медицинских наук, депутат Законодательного Собрания Краснодарского края III созыва, Дудик Юрий Евгеньевич.
Начало создания обители положило строительство храма в честь иконы Пресвятой Богородицы «Всецарица». 12 января 2001 года митрополитом Екатеринодарским и Кубанским Исидором и священством епархии в присутствии народа был отслужен молебен и установлен крест на месте строительства храма, в феврале 2001 года была заложена храмовая плита. Строительство велось в 2001—2003 годах. 5 апреля 2003 года был освящен Престол нижнего придела храма в честь святой равноапостольной Нины; 21 сентября 2003 года митрополитом Исидором освящен престол верхнего придела и отслужена первая литургия в храме в честь иконы Божией Матери «Всецарица».
Из существующего прихода 16 июля 2005 года Священным Синодом был утверждён монастырь, который стал первым монастырем в Краснодаре. Храм и монастырь построены по проекту Заслуженного архитектора России — Ижикова Вячеслава Николаевича из города Переславль-Залесский. Богослужения проходят ежедневно по монастырскому уставу. Главная святыня монастыря — Чудотворный образ Пресвятой Богородицы «Всецарица», написанный весной 2005 года в Ватопедском монастыре на Афоне иконописцем Валерием Поляковым как точный список с древнего оригинала, освященный там же на Пасху.
На территории монастыря — часовня в честь святого апостола Иоанна Богослова в древнерусском стиле, административно-келейный корпус, монастырская лавка, пруд с каменистой горкой и водопадом, живой уголок (певчие птицы, белые лебеди), цветники (более 60 видов цветочно-декоративных растений), увитая лианами беседка для отдыха. Постройки окружены монастырской стеной. Храм, часовня и арка монастырских ворот украшены флорентийским мозаичными иконами.
Настоятельница монастыря иконы Божией Матери «Всецарица» — игумения Неонилла (Кузьмина Н. Я.). В монастыре находятся монахини, инокини и послушницы. Духовно окормляет монастырь схиархимандрит Авраам (духовник женского Александро-Невского Ново-Тихвинского монастыря в Екатеринбурге); исповедник — иеромонах Феофан (Дудик). Сёстры выполняют послушания как в обители в городе Краснодаре, так и на монастырском подворье в станице Пластуновской.